# بابي لاند
بابي لاند (بالإنجليزية: pappyland)‏، هو برنامج تعليمي للأطفال من إنتاج. شركة إيريك ج. روبرتس تم عرضه لأول مرة في 24 مايو 1993 وانتهى في 22 أغسطس 1997، تم دبلجة المسلسل إلى العربية من قبل مركز الزهرة وعُرض على قناة سبيستون.

## القصة
يتكلم المسلسل عن رجل يظهر فيه يقوم بتعليم الأطفال الرسم ويعيش في أرض خيالية غريبة تُدعى «بابي لاند» مع العديد من الشخصيات المختلفة.

## الأصوات العربية
عادل أبو حسون - بابي
محمد حداقي
زياد الرفاعي
واصف الحلبي
آمال سعد الدين
فدوى سليمان
سمر كوكش
رندى جليلاتي
بسام الحسوني

## وصلات خارجية
- بابي لاند على موقع IMDb (الإنجليزية)
- بابي لاند على موقع قاعدة بيانات الفيلم (الإنجليزية)